# Creu del Portal (Verdú)
La Creu del Portal, o Creu del Portal de Guimerà, és una creu de terme de Verdú (Urgell), situada originalment davant del Portal de Guimerà, de la muralla de Verdú, i actualment emplaçada dins del cementiri de Verdú.

## Història
Datada del segle xv, està plantada enfront del Portal de Guimerà, que era al final de carrer Margorell, al sud e la població. Es va traslladar al cementiri de Verdú, el 1842, quan aquest es va construir.

## Descripció
Segueix les característiques de I'estil gòtic del segle XV: arbre i nus vuitavat, aquest últim esculpit en cada una de les seves cares amb un personatge bíblic i una creu de braços rectes. Es troba dins la tipologia de creu carxofada, ja que als extrems dels seus braços s'hi denoten poms floronats molt acurats i detallistes.